# Derbenttekke, Derbent
Derbenttekke là một xã thuộc huyện Derbent, tỉnh Konya, Thổ Nhĩ Kỳ. Dân số thời điểm năm 2011 là 196 người.